# Distrito de Vizcatán del Ene

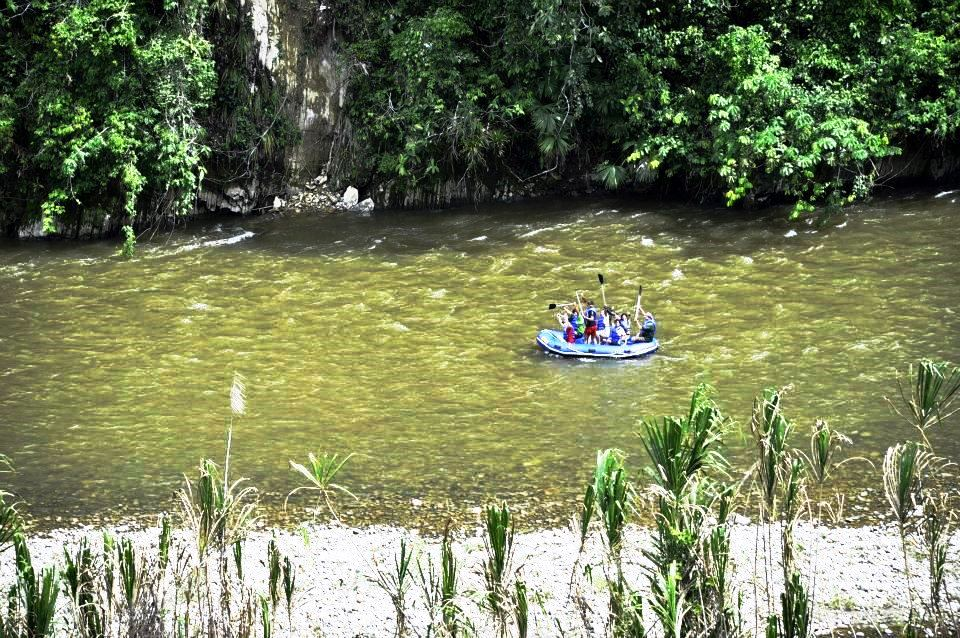
Canotaje en el río Satipo.

El distrito de Vizcatán del Ene es uno de los nueve que conforman la provincia de Satipo, ubicada en el Oeste del departamento de Junín, en la parte central del Perú. Limita por el Norte con el distrito de Tintay Puncu, (Provincia de Tayacaja, Huancavelica); por el Noroeste, con el distrito de Pangoa; por el Sur, con los distritos de Canayre y Ayahuanco; y por Suroeste, con los distritos de Pachamarca y Chinchihuasi (Huancavelica).
Desde el punto de vista jerárquico de la Iglesia católica, forma parte de la Vicariato apostólico de San Ramón.

## Historia
El 2 de octubre de 2015, en el gobierno del Presidente Ollanta Humala y mediante Ley N° 30346, adquiere la categoría de distrito.
Durante los primeros años, la municipalidad distrital de Pangoa era la encargada de la administración de recursos y servicios públicos del distrito de Vizcatán del Ene, en tanto se elijan e instalen nuevas autoridades.
El 10 de diciembre de 2017 se realizaron las primeras elecciones municipales distritales, siendo elegido Yhonni Arce Pacheco.

## Geografía
Abarca una superficie de 607,90 km².

## Capital y centros poblados
La capital del distrito es la localidad de San Miguel del Ene, situada sobre los 628 m s. n. m.
En el distrito se encuentran los centros poblados de Tununtuari, Nueva América, Libertad de Mazangaro y Paquichari.

## Autoridades

### Municipales
- 2019 - 2022[5]
  - Alcalde: Alejandro Atao Guerreros, de Fuerza Popular.
  - Regidores:

  1. Quitmi Yuri Navarro Lapa (Fuerza Popular)
  2. Teodor Palomino Pérez (Fuerza Popular)
  3. Loyda Rojas Pérez (Fuerza Popular)
  4. Jaime Ezaguirre Ochoa (Fuerza Popular)
  5. Clemente Zabulón López Flores (Movimiento Político Regional Perú Libre)

Alcaldes anteriores
- 2018:[6] Yhonni Arce Pacheco, del Movimiento Político Regional Perú Libre.